# Montezumia anceps
Montezumia anceps är en stekelart som beskrevs av Henri Saussure 1852. Montezumia anceps ingår i släktet Montezumia och familjen Eumenidae. Inga underarter finns listade i Catalogue of Life.